# 羽太橋
羽太橋（はぶとはし）は、福島県西白河郡西郷村にある道路橋である。

## 概要
- 全長：84.0 m
- 幅員：8.8 m[1]
- 形式：4径間単純RCT桁橋[2]
- 竣工：1969年

羽太橋側道橋
- 全長：90.0 m
- 幅員：2.0 m
- 竣工：2019年度

西郷村市街地北側を流れる一級水系阿武隈川に架かり、福島県道37号白河羽鳥線を通す。南詰は柏野、北詰は羽太南に位置する。橋梁上は上下対向2車線で供用されている。上下線両側とも歩道が設置されておらず、歩行者の安全性に問題があったため、2013年度より下り線（上流）側に歩道橋を架設する事業が開始され、2019年度に供用が開始された。

## 沿革
- 1969年（昭和44年） - 現在の橋梁が架橋され、開通する[4]。
- 1998年（平成10年）8月31日 - 豪雨災害により、左岸側橋台が洗掘により沈下[2]、取付部の路盤が流出する被害があった。
- 2019年度 - 側道人道橋が架橋される。

## 周辺
- 柏野舘跡
- 福島交通路線バス 南停留所

## 隣の橋
- 阿武隈川

（上流） - 岩根橋 - 下熊倉橋 - 羽太橋 - 長坂橋 - 阿武隈川橋 - （下流）